# Anadelphia macrochaeta
Anadelphia macrochaeta là một loài thực vật có hoa trong họ Hòa thảo. Loài này được (Stapf) Clayton mô tả khoa học đầu tiên năm 1966.